# Simulium promorsitans
Simulium promorsitans är en tvåvingeart som beskrevs av Rubtsov 1956. Simulium promorsitans ingår i släktet Simulium och familjen knott. Inga underarter finns listade i Catalogue of Life.